# Ersättningsmark i Sverige AB
Ersättningsmark i Sverige AB var ett svenskt helstatligt bolag som förvaltade 100 000 hektar svensk produktiv skogsmark som tillhörde skogskoncernen Sveaskog AB fram till 28 april 2011.
Under 2010 beslutade regeringen att Sveaskog AB skulle upphöra med att tillhandahålla ersättningsmark och gav skogskoncernen i uppdrag att dela ut som högst 100 000 hektar produktiv skogsmark av sitt innehav till staten. Syftet för staten var att ha det som ersättningsmark vid bildanden av naturreservat och för att underlätta skydd av skogsmark. Sveaskog vid årsstämman den 28 april 2011 fastslog att koncernen skulle dela ut max antalet hektar till den svenska staten och valde att placera innehavet i ett nytt bolag som fick namnet, Ersättningsmark i Sverige AB.
Den 10 april 2014 likviderades bolaget.